# Heinrich Kuttruff
Heinrich Kuttruff (* 17. August 1930 in Engen bei Konstanz; † 15. September 2024) war ein deutscher Physiker und Experte für Akustik. Er war emeritierter Professor an der RWTH Aachen.

## Leben
Kuttruff studierte Physik an der Universität Freiburg und der Universität Göttingen mit der Promotion 1958 und der Habilitation 1962. Er wurde 1968 außerplanmäßiger Professor in Göttingen und 1969 Professor für Elektroakustik an der TH Darmstadt. Ab 1972 war er Professor für Technische Akustik (und Direktor des Instituts für Technische Akustik) an der RWTH Aachen. 1995 wurde er emeritiert.
Er befasste sich mit technischer Akustik, Raumakustik und Ultraschall. Von 1972 bis 1995 war er Mitherausgeber von Acustica und 1975 bis 1995 von Applied Acoustics.
2005 erhielt er die Rayleigh-Medaille des britischen Institute of Acoustics und 1996 die Helmholtz-Medaille der Deutschen Gesellschaft für Akustik. 1989 wurde er korrespondierendes Mitglied der Göttinger Akademie der Wissenschaften. 1988 erhielt er die Silbermedaille der französischen Gesellschaft für Akustik. 2003 wurde er Honorary Fellow des Institutes of Acoustics. 2019 wurde er zum Ehrenmitglied der Deutschen Gesellschaft für Akustik berufen.
Er war Ehrendoktor der Ingenieurwissenschaften.

## Schriften
- Akustik: Eine Einführung, Hirzel 2004
  - Englische Ausgabe: Acoustics, an introduction, Taylor and Francis 2006
- Physik und Technik des Ultraschalls, Hirzel 1988
  - Englische Ausgabe: Ultrasonics – Fundamentals and Applications 1991
- Room Acoustics, 1973, 6. Auflage, CRC Press 2017